# Bojan Pečar
Bojan Pečar, cyr. Бојан Печар (ur. 22 marca 1960 w Belgradzie, zm. 13 października 1998 w Londynie) – serbski muzyk słoweńskiego pochodzenia, basista jugosłowiańskiego zespołu Ekatarina Velika.

## Życiorys
Ukończył belgradzką szkołę muzyczną. W latach 1981–1982 grał w zespole VIA Talas. W 1982 roku przeszedł do grupy Ekatarina Velika. EKV opuścił w 1990 roku. Wyemigrował do Wielkiej Brytanii, gdzie grywał na fortepianie. W wolnym czasie poświęcał się malarstwu. Zmarł 13 października 1998 roku w Londynie w wyniku zawału serca.

## Dyskografia

### Albumy

#### Z zespołem VIA Talas
- Artistička radna akcija (1981)
- Perfektan dan za banana ribe (1983)

#### Z zespołem Katarina II / Ekatarina Velika
- Katarina II (1984)
- Ekatarina Velika (1985)
- S vetrom uz lice (1986)
- Ljubav (1987)
- Samo par godina za nas (1989)